# Пісківка (селище)
Піскі́вка — селище в Україні, центр Пісківської селищної територіальної громади Бучанського району Київській області. Розташоване на крайньому заході Бучанського району на берегах річок Пісківки, Тетерева та Кодри. На півдні межує з селом Мигалками, на сході з селом Поташнею, на півночі з селом Раскою, та на заході з селом Макалевичами Житомирського району Житомирській області.
Селище було утворено у 1938 р. з двох сіл - Пісківки та Рудні Пісківської і станції Тетерів.

## Історія

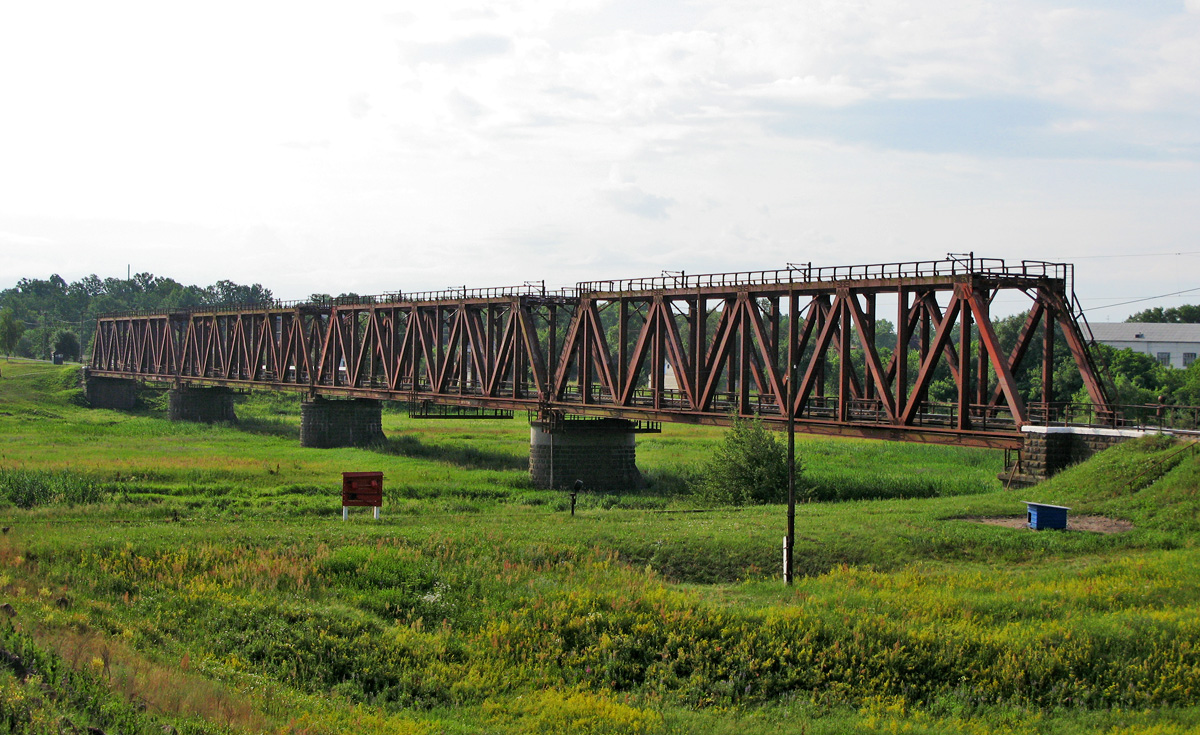
Залізничний міст через річку Тетерів

Пісківка була заснована на межі 16-17 століть.
За два десятиліття той же Лаврентій Похилевич (у 1887 році) писав: «Жителів обох статей православних 580 і римо-католиків до 30…Тут улаштований крупчастий млин і були суконна, шкіряна та полотняна фабрики, чавунний і мідний заводи; зараз залишається лише суконна фабрика та заклад корів покращеної закордонної породи; а у Пісківській Рудні сукновальний млин».
Перший спогад про Пісківську (Пясковська) – в картографічних матеріалах 
– 1600 рік, де схематично зображено якір – що відображає що річка була 
судноплавною, ліси, поля, забудови села.
Через Пісківку проходив «Чумацький шлях» - чумаки перевозили сіль із 
Криму до Білорусії.
Виникнення Рудні Пісківської відноситься до часів заснування в 
Київському Поліссі рудних промислів наприкінці XVI — на початку XVII ст. 
Наша Рудня Пісківська відносилась до Радомишльського повіту аж до початку 
XX ст. Відомо, що у 1659 р. Ю. Хмельницький звернувся до Житомирського 
староства з вимогою віддати на військову артилерію прибутки з рудень. Відомо 
також, що Києво-Печерській лаврі у 1682 році належало 7 рудень на 
Правобережжі.
Княгиня Ольга із військом йшла на Iскоростень через с. Пісківка 
(Пясковська).
Ще з першої половини XIX ст. по р. Тетерів йшов сплав лісу — від 
Радомишля до самого Києва. Так, у період з 1859 по 1862 рр., за даними 
«Статистического временника Российской Империи» по річці Тетерів перевезли 
товарів і сплавили лісу на суму 64651 руб. Річка Тетерів була судноплавною.
В літописах зазначено, що р. Піщанка була транспортною. В с. Пісківці 
заготовляли вугілля із берези та перевозили по р. Піщанка до Києва.
У XVIIІ ст. – в селищі працювала суконна фабрика - управляючим якою був 
Хоменко, територіально там де починається нинішня вулиця Тетерівська. До 
фабрики по дерев’яних жолобах подавалася вода з Піщанки. Чавунний завод був 
на території нинішньої вулиці Гоголя. Мідний завод, був розташований на місці 
нинішнього склозаводу.
В 70-х роках мешканцями селища на пісківському полі та по вул. Ковпака 
було знайдено кам’яні сокири та кремнієві наконечники до стріл.
У 1902 р. була побудована станція Тетерів.
У 1922 р. в Пісківці в хаті Григорія Ткача відкривається медична амбулаторія –працював Розентауль. В ній починав працювати у 1926 р. Іван Іванович Соснін, 
який відразу ж за допомоги місцевих підприємств приступив до створення нової 
лікарні.
1 жовтня 1929 р. на р. Тетерів почала функціонувати гідроспостережна 
державна станція. Згодом її турботи перебрала станція гідроспостереження в 
Житомирі, де були збудовані великі гідроспоруди. В архівах збереглися записи 
тієї станції за 1937 р. У 1944 р. на околиці Пісківки, неподалік ріки, почала 
працювати метеорологічна станція «Тетерів».
До 1929 р. було побудовано головний корпус — дерев’яне приміщення, в 
якому розміщались скловарна і регенеративна печі, тунельна піч для обпалювання 
готових виробів. Була збудована газогенераторна станція, цех по переробці 
сировини. Асортимент продукції складав пляшки для горілки і вина, аптечна 
склотара, баночки під крем для взуття. Директором був - П. С. Домашич, який 
розпочав будівництво житлових бараків.
В середині 30-х років у Рудні Пісківській відкрився цех по виготовленню 
ситра. На місці нинішнього лісопереробного цеху, що поблизу школи, була артіль 
по виготовленню прядок та діжок.
На початку 30-х років у Пісківці організували колгосп «Червоний 
хлібороб». Першим головою цього колгоспу був І. Я. Марченко (бувший голова 
ревкому).
У дореволюційні часи в Пісківці функціонувала православна церква — храм 
Івана Богослова.
Селище було утворено у 1938 р. з двох сіл - Пісківки та Рудні Пісківської і 
станції Тетерів.
Церковнопарафіяльна школа у селі Пісківка на 20 учнів була відкрита у 
1890 р. Вчителем в ній був житель села Панас Рудніченко, який не мав ніякої 
освіти, а навчився писати й читати перебуваючи в солдатах.
1 школа була відкрита на станції Тетерів 1-го листопада 1917 року (в 
с. Пісківка Бородянської волості).
Українська радянська енциклопедія 1980-х років подавала таку інформацію про селище: «Пісківка-селище міського типу Бородянського району, Київської області УРСР. Розташоване за 5 км від залізничної станції Тетерів. 7,5 тисяч мешканців (1982). У Пісківці-завод скловиробів, деревообробний комбінат, лісотарний цех Бучанського експериментально-тарного заводу, хлібзавод, лісгоспзаг. 2 загальнносвітні школи, лікарня, ФАП, 4 клуби, 5 бібліотек»
10  травня  2016  року  було  створено  Пісківську  об’єднану  територіальну  громаду.
На сьогоднішній день у Пісківці діє лікарня,завод скловиробів,деревообробний комбінат, лісгосп, метеостанція,військовий завод.
3 садочка, 2 гімназії та 1 ліцей, 4 клуби,5 бібліотек.
26 січня 2024р. стало селищем    відповідно до закону 3285-IX.

## Населення

### Мова
Розподіл населення за рідною мовою за даними перепису 2001 року:
| Мова            | Кількість | Відсоток |
| --------------- | --------- | -------- |
| українська      | 6774      | 94.44%   |
| російська       | 345       | 4.81%    |
| білоруська      | 29        | 0.40%    |
| циганська       | 12        | 0.17%    |
| вірменська      | 1         | 0.01%    |
| румунська       | 1         | 0.01%    |
| болгарська      | 1         | 0.01%    |
| грецька         | 1         | 0.01%    |
| німецька        | 1         | 0.01%    |
| інші/не вказали | 8         | 0.13%    |
| Усього          | 7173      | 100%     |

## Економіка
В селищі розташовані: філія «Тетерівське лісове господарство» ДП «Ліси України», філія ДП МОУ "Укрвійськбуд"-"22 Деревообробний Комбінат",ТОВ «Пісківський завод скловиробів», філія N°1 ТОВ «СпецОборонМаш» , ПрАТ/ТОВ «Центр Трубоізоляція», всього зареєстровано 28 суб'єктів підприємницької діяльності. У 2023 році бюджет Пісківської селищної громади склав 70,352,140 гривень, з яких дотація з районного бюджету — 431,000 гривень.

## Побут
Працюють дві гімназії, один ліцей та три дитсадочка. В радянські часи були збудовані Пісківський селищний будинок культури, бібліотека, Пісківський ЦПМСД(лікарня) та ФАП. Довжина газопроводу села становить 23,5 км. Ємність місцевої АТС — 400 номерів.

## Релігія
В селищі діють церкви низки конфесій: 
Парафія св.мч. Віри, Надії та Любові і матері їх Софії; церква Іоанна Богослова — Православна церква України (кількість прихожан 10); церква преподобного Серафима Саровського ПЦУ (зачинена) ;Спасо-Преображенський монастир Київської єпархії (100).
римо-католицька (15); община Євангельських християн-баптистів (20); Тетерівська Християнська церква Повного Євангелія «Вісник миру» (20); община євангельських християн «Джерело життя» (20).

## Освіта
В селищі існує три навчальні заклади: Пісківський ліцей "Лідер", КЗ "Пісківська гімназія" та Тетерівська гімназія імені Ніни Сосніної.
Три дитсадка: Пісківський ДНЗ N⁰2 "Артемко", Пісківський ДНЗ N⁰1 "Вишенька" та Пісківській ДНЗ

## Символіка
Символіка громади була затверджена 18 березня 2018 року.

## Пам'ятки
- Водонапірна вежа залізничної станції (поч. XX ст.)
- Шуховська гіперболоїдна водогінна вежа (1-а третина XX ст.)

- Пам'ятник радянській партизанці-підпільниці Ніні Сосніній

## Цікавий факт
У 2006 році вийшов комедійно-музичний фільм «Пригоди Вєрки Сердючки» режисера Семена Горова. В одному з епізодів дії відбувалися на залізничній станції Київ-Товарний, але насправді це є приміщення залізничного Вокзалу ст. Тетерів.

## Персоналії
- Згідно з багатьма джерелами, у Пісківці народився український футболіст Сергій Гончаренко[5][6] (згідно з іншими джерелами, народився у Бородянці), відомий за виступами за низку українських клубів вищої та першої ліг, похований на місцевому кладовищі.[7]
- Сівко Олександр Володимирович (1998—2018) — солдат  95-ї ОДШБр, Збройних сил України, загинув при виконанні обов'язків, під час війни на сході України[8].
- Лазебна Марина Володимирівна (нар. 1975) — Міністр соціальної політики України (з 4 березня 2020 року).
- Віктор Лупейко(письменник) З 1964р. жив і працював у Пісківці.

## Зображення

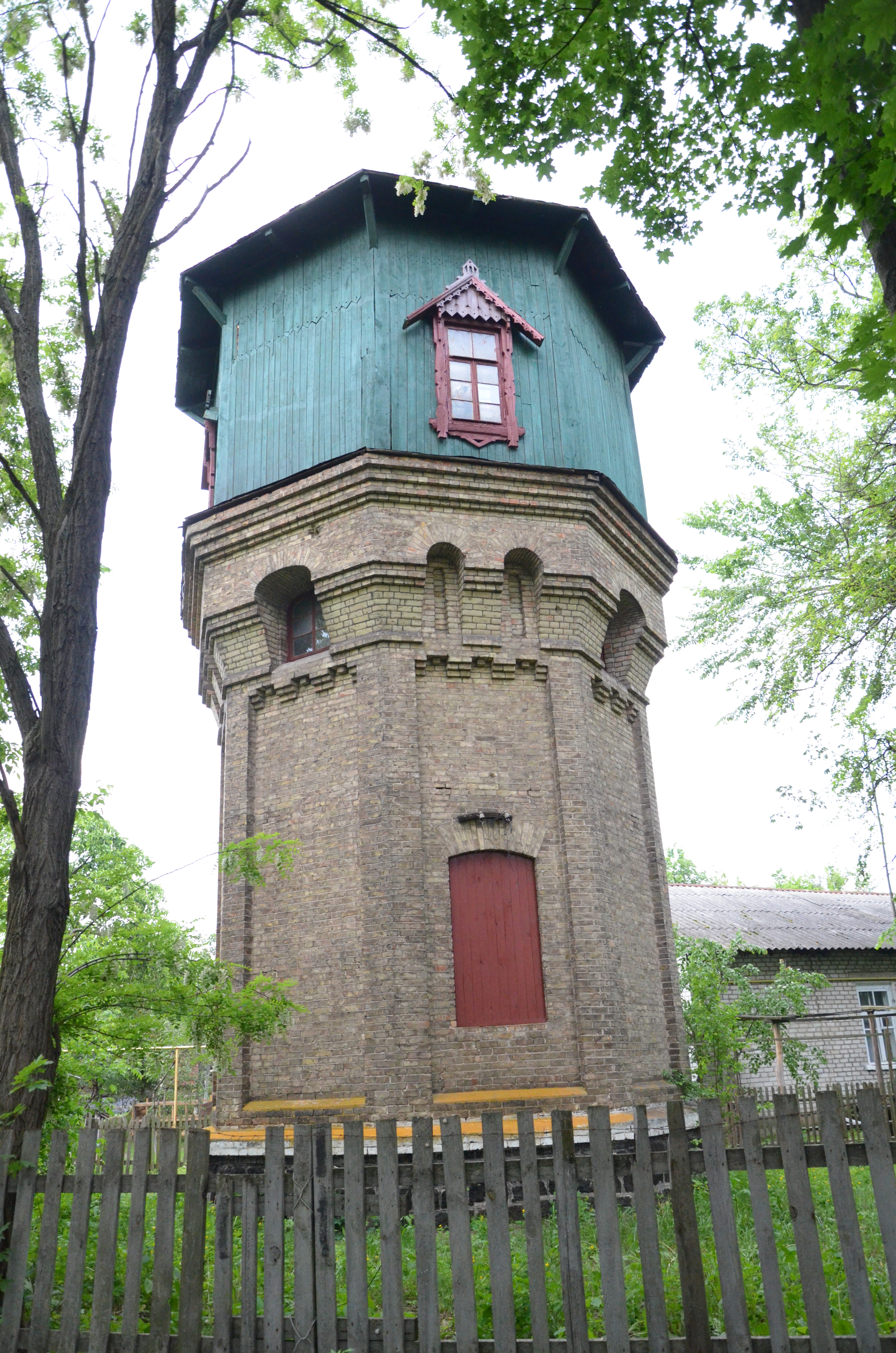
Станційна водонапірна башта початку ХХ століття
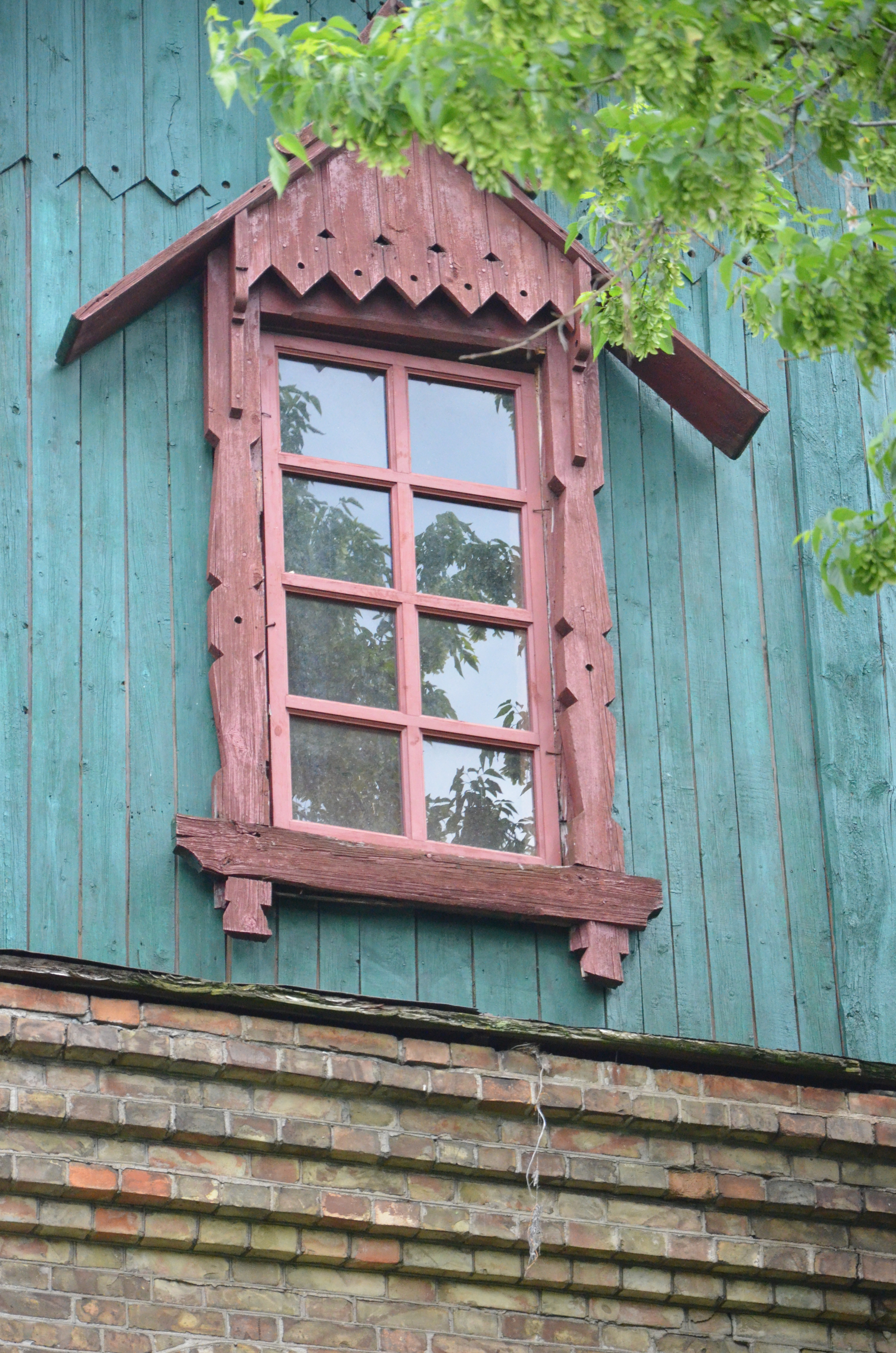
Водогінна вежа залізничної станції Тетерів, Пісківка (смт)
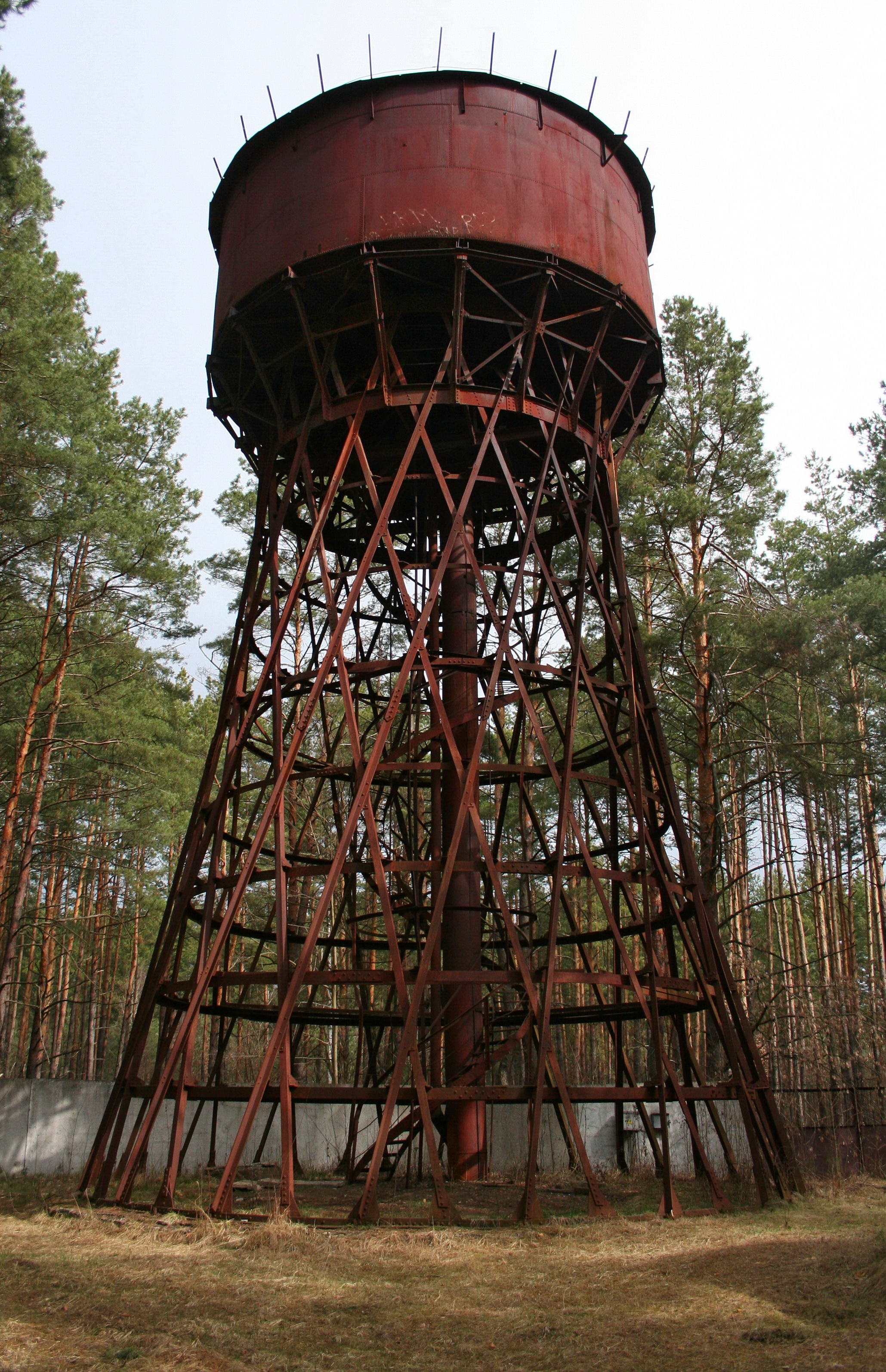
Шухівська водогінна вежа в Пісківці